# Лука Родіон Михайлович
Родіо́н Миха́йлович Лука́ (29 жовтня 1972) — український яхтсмен, заслужений майстер спорту, срібний призер Олімпійських ігор 2004, чемпіон світу 2005 в класі «49er», чемпіон Європи, спортсмен року 2005 в Україні.
Займається вітрильним спортом з 1983 року. 1988 року був переможцем першості УРСР, СРСР і багатьох всесоюзних регат серед юнаків. З 1989 року — член молодіжної збірної СРСР. З 1992 року — член основної збірної України. З 2015 року — президент Вітрильної Федерації України

## Біографія
Народився в родині інженерів. Навчався у Вишгородській середній школі (Україна, Київська область). В 11 років припинив заняття в музичній школі по класу фортеп'яно та захопився вітрильним спортом. Перший досвід яхтингу отримав під час занять на Київському водосховищі.
В 1985 році здобув перший трофей у вітрильному спорті — виграв «Республіканську регату» УРСР та розпочав підготовку до першості СРСР серед юнаків.
В 1988 році виграв усі змагання серед юнаків, в тому числі першість України та першість СРСР. З цього часу Родіон Лука починає професійно займатися вітрильним спортом.
Нагороджений українським орденом «За заслуги» III ступеня.

### Освіта
- 1994 року закінчив Університет фізичної культури та спорту за спеціальністю «менеджмент олімпійського й професійного спорту».
- 1995 рік — закінчив Національний Університет фізичного виховання та спорту за спеціальністю «менеджмент професійного та олімпійського спорту». * 1999 рік. — закінчив Київську Державну академію водного транспорту за спеціальністю «штурман судоводій».

### Професійні досягнення
- 1992 — чемпіон України
- 1993 — здобув перший міжнародний трофей. Переміг у Варнемюндській регаті у класі Laser-Radial, а також завоював бронзу на Чемпіонаті Європи на Сардинії (Італія).
- 1994 — володар кубка України, переможець Варнемюндської регати, срібний призер чемпіонату Європи в Англії, володар кубка Європи, срібний призер чемпіонату Світу в Японії.
- 1995 — чемпіон України, переможець спартакіади України, бронзовий призер кубка Світу
- 1996 — чемпіон України, представляв Україну на Олімпійських іграх в класі Laser
- 1997 — починає олімпійську кампанію Sydney 2000 в класі 49er разом з Георгієм Леончуком.
- 1999 — переможець спартакіади України, здобув ліцензію на участь в Олімпіаді 2000, де займає 10-те місце. Завойовує титул Чемпіона Австралії і бронзу на Чемпіонаті Європи в класі 49er.

У 2000-х роках здійснив професійний прорив у вітрильному спорті. Разом з командою завоював перше місце у світовому рейтингу Міжнародної Федерації вітрильного спорту (ISAF, 2002—2003 рр.), світове чемпіонство в класі 49er та став лідером світового рейтингу (2005 р.).
- 2000 — срібний призер Кільскої регати, переможець відкритого чемпіонату Австралії, бронзовий призер чемпіонату Європи, бронзовий призер Гран-прі Європи, учасник Олімпійських ігор
- 2001 — срібний призер Кільскої регати, переможець СПА регати, бронзовий призер Чемпіонату світу
- 2003 — переможець Єрскої регати, бронзовий призер чемпіонату світу
- 2004 — срібний призер Олімпійських ігор
- 2005 — Чемпіон світу, переможець гран-прі Volvo champions race
- 2006 — срібний призер всесвітніх ігор ISAF
- 2008 — учасник Олімпійських ігор, бронзовий призер Чемпіонату Європи та світу. В 2008—2009 роках брав участь в найпрестижнішій вітрильній навколосвітній регаті Volvo Ocean Race на яхті «Касатка» як стерничий.
- 2012 — чемпіон Англії, Росії та Європи в класі SB20.
- 2013 - засновник проєкту L30. www.l30class.com

### Тренувальна та навчальна робота
В 2012—2013 роках Родіон Лука працює тренером в класі RC44.
В 2012 році заснував яхтшколу — Kiev Racing Yacht Club. Клуб створив умови для занять яхтингом для людей, у яких немає часу і коштів на купівлю та
обслуговування власних яхт. Клуб влаштовує любительські регати, команди клубу постійно беруть участь у міжнародних змаганнях.

### Родина
Одружений. Дружина — Анастасія, діти: Кирило та Софія.

## Перелік найбільших спортивних титулів
| Рік              | Змагання                                    | Місце |
| ---------------- | ------------------------------------------- | ----- |
| 2013             | SB20 Чемпіонат світу                        | 2     |
| 2012             | SB20 Чемпіонат Європи                       | 1     |
| 2008             | Volvo Ocean Race                            |       |
| 2005             | 49er Чемпіонат світу                        | 1     |
| 2004             | Олімпійські ігри                            | 2     |
| 2001, 2003, 2008 | 49er Чемпіонат світу                        | 3     |
| 2006             | ISAF Всесвітніх ігор                        | 2     |
| 2000, 2008       | 49er чемпіонату Європи                      | 3     |
| 2000             | 49er Австралійський Національний Чемпіонат  | 1     |
| 1993             | Чемпіонат Європи                            | 3     |
| 1994             | Чемпіонат Європи                            | 2     |
| 1994             | Чемпіонат світу                             | 2     |
| 1988             | Змагання молодіжної збірної чемпіонату СРСР | 1     |

## Повний перелік змагань
| Рік  | Клас яхти                              | Змагання                                                      | Місце проведення      | Розташування               | Фінішне місце |
| ---- | -------------------------------------- | ------------------------------------------------------------- | --------------------- | -------------------------- | ------------- |
| 2013 | SB20                                   | Чемпіонат світу                                               | Єр                    | Франція                    | 2             |
| 2013 | Volvo 70                               | Фастен регата                                                 | Коуз                  | Велика Британія            | 6             |
| 2013 | Volvo 70                               | Регата Channel                                                | Коуз                  | Велика Британія            | 2             |
| 2013 | 44 ft                                  | St.Maarten Heineken регата                                    | о. Сен-Мартен         | Карибське море             | 1             |
| 2012 | Volvo 70                               | Регата Sydney-Hobart                                          | Сідней                | Австралія                  | 6             |
| 2012 | SB20                                   | Чемпіонат світу                                               | о. Гамільтон          | Австралія                  | 3             |
| 2012 | Salona 41                              | Міжнародна вітрильна регата в Мармарисі                       | Мармарис              | Туреччина                  | 1             |
| 2012 | SB20                                   | Чемпіонат Європи                                              | Медемблік             | Нідерланди                 | 1             |
| 2012 | SB20                                   | UK Nationals                                                  | Уеймут                | Велика Британія            | 1             |
| 2012 | SB20                                   | Spring Series                                                 | Humble                | Велика Британія            | 1             |
| 2012 | SB20                                   | Vice Commodore Cup                                            | Коуз                  | Велика Британія            | 1             |
| 2011 | Эм-кА                                  | Відкритий чемпіонат Росії                                     | Москва                | Росія                      | 1             |
| 2011 | Эм-кА                                  | Кубок «Беревестник»                                           | Москва                | Росія                      | 1             |
| 2011 | Laser SB3                              | Russian Nationals                                             | Санкт-Петербург       | Росія                      | 1             |
| 2011 | Laser SB3                              | Чемпіонат світу                                               | Torque                | Велика Британія            | 9             |
| 2011 | Laser SB3                              | Pre Worlds                                                    | Torque                | Велика Британія            | 2             |
| 2011 | Laser SB3                              | Warsash Series                                                | Саутгемптон           | Велика Британія            | 3             |
| 2011 | Laser SB3                              | Cascais Trophy                                                | Кашкайш               | Португалія                 | 1             |
| 2010 | Laser SB3                              | Russian Nationals                                             | Санкт-Петербург       | Росія                      | 1             |
| 2010 | Laser SB3                              | Чемпіонат світу                                               | Торболе               | Італія                     | 8             |
| 2010 | Laser SB3                              | Кубок Європи                                                  | Моргат                | Франція                    | 1             |
| 2009 | Эм-кА                                  | Відкритий чемпіонат Росії                                     | Москва                | Росія                      | 1             |
| 2008 | Volvo 70                               | Volvo Ocean Race Leg 3                                        | Кочі-Сінгапур         | Індія                      | 7             |
| 2008 | Volvo 70                               | Volvo Ocean Race Leg 2                                        | Кейптаун — Кочі       | ПАР                        | 8             |
| 2008 | Volvo 70                               | Volvo Ocean Race, Leg 1                                       | Аліканте-Кейптаун     | Іспанія                    | 6             |
| 2008 | Skiff — 49er                           | Олімпійські ігри                                              | Циндао                | Китай                      | 15            |
| 2008 | Skiff — 49er                           | Kiel week                                                     | Kiль                  | Німеччина                  | 4             |
| 2008 | Skiff — 49er                           | HRH Princess Sofia Trophy                                     | Пальма де Майорка     | Іспанія                    | 1             |
| 2008 | Skiff — 49er                           | Чемпіонат Європи                                              | Пальма де Майорка     | Іспанія                    | 3             |
| 2008 | Skiff — 49er                           | 49er Чемпіонат світу                                          | Сорренто              | Австралія                  | 3             |
| 2007 | Skiff — 49er                           | 49er Чемпіонат світу                                          | Кашкайш               | Португалія                 | 14            |
| 2007 | Volvo 60                               | Channel Race                                                  | Саутгемптон           | Велика Британія            | 5             |
| 2007 | Skiff — 49er                           | HRH Princess Sofia Trophy                                     | Пальма де Майорка     | Іспанія                    | 3             |
| 2006 | Skiff — 49er                           | Pre-Olympic Regatta                                           | Циндао                | Китай                      | 3             |
| 2006 | Skiff — 49er                           | Cascais pre-Worlds Regatta                                    | Кашкайш               | Португалія                 | 1             |
| 2006 | Laser SB3                              | Чемпіонат Європи                                              | Кіберон               | Франція                    | 3             |
| 2006 | Skiff — 49er                           | ISAF World Games                                              | Озеро Нойзідлер       | Австрія                    | 2             |
| 2006 | Skiff — 49er                           | HRH Princess Sofia Trophy                                     | Пальма де Майорка     | Іспанія                    | 3             |
| 2006 | Melges 24                              | Key West Regatta                                              | Кі-Уест, Флорида      | США                        | 18            |
| 2006 | Skiff — 49er                           | 49er North American Championships                             | Маямі, Флорида        | США                        | 3             |
| 2006 | Skiff — 49er                           | Rolex Miami OCR                                               | Маямі, Флорида        | США                        | 3             |
| 2005 | Skiff — 49er                           | 49er Volvo Champion Race                                      | Мюнхен, Травемюнде    | Німеччина                  | 1             |
| 2005 | Skiff — 49er                           | 49er Чемпіонат світу                                          | Москва                | RUS                        | 1             |
| 2005 | Skiff — 49er                           | 49er Чемпіонат Європи                                         | Валленсбак            | Данія                      | 10            |
| 2005 | Skiff — 49er                           | Holland Regatta                                               | Медемблік             | Нідерланди                 | 6             |
| 2005 | Skiff — 49er                           | Semaine Olympique Francaise                                   | Єр                    | Франція                    | 7             |
| 2005 | Skiff — 49er                           | HRH Princess Sofia Trophy                                     | Пальма де майорка     | Іспанія                    | 6             |
| 2005 | Skiff — 49er                           | V International Carnival Regatta                              | Кадіс                 | Іспанія                    | 1             |
| 2005 | Skiff — 49er                           | Rolex Miami OCR                                               | Маямі, Флорида        | США                        | 2             |
| 2004 | Skiff — 49er                           | 2004 Olympic Regatta                                          | Афіни                 | Греція                     | 2             |
| 2004 | Skiff — 49er                           | 49er Чемпіонат Європи                                         | Торболе               | Італія                     | 16            |
| 2004 | Skiff — 49er                           | Kieler Woche                                                  | Кільська бухта        | Німеччина                  | 5             |
| 2004 | Skiff — 49er                           | SPA Regatta                                                   | Медемблік             | Нідерланди                 | 10            |
| 2004 | Skiff — 49er                           | 49er Чемпіонат світу                                          | Афіни                 | Греція                     | 14            |
| 2004 | Skiff — 49er                           | Athens Eurolymp Week                                          | Афіни                 | Греція                     | 14            |
| 2003 | Skiff — 49er                           | 2003 ISAF Чемпіонат світу                                     | Кадіс                 | Іспанія                    | 3             |
| 2003 | Skiff — 49er                           | 49er Чемпіонат Європи                                         | Ларедо                | Іспанія                    | 9             |
| 2003 | Skiff — 49er                           | Kieler Woche                                                  | Кільська бухта        | Німеччина                  | 5             |
| 2003 | Skiff — 49er                           | SPA Regatta                                                   | Медемблік             | Нідерланди                 | 3             |
| 2003 | Skiff — 49er                           | Semaine Olympique Francaise                                   | Єр                    | Франція                    | 1             |
| 2003 | Skiff — 49er                           | XXXIV Princess Sofia Trophy                                   | Пальма де Майорка     | Іспанія                    | 3             |
| 2002 | Skiff — 49er                           | Athens 2002 Regatta (Test Event)                              | Афіни                 | Греція                     | 17            |
| 2002 | Skiff — 49er                           | 49er Чемпіонат Європи                                         | Грімстад              | Норвегія                   | 8             |
| 2002 | Skiff — 49er                           | 49er Чемпіонат світу                                          | Гаваї                 | США                        | 5             |
| 2002 | Skiff — 49er                           | SPA Regatta                                                   | Медемблік             | Нідерланди                 | 2             |
| 2002 | Skiff — 49er                           | Semaine Olympique Francaise                                   | Єр                    | Франція                    | 7             |
| 2002 | Skiff — 49er                           | XXXIII Princess Sofia Trophy                                  | Пальма де Майорка     | Іспанія                    | 4             |
| 2002 | Skiff — 49er                           | VIII Barcelona Olympic Sailing Week — Trofeu Ciutat Barcelona | Барселона             | Іспанія                    | 3             |
| 2001 | Skiff — 49er                           | 49er Чемпіонат світу                                          | Мальчезіне            | Італія                     | 3             |
| 2001 | Skiff — 49er                           | Kieler Woche                                                  | Kiль                  | Німеччина                  | 2             |
| 2001 | Skiff — 49er                           | SPA Regatta                                                   | Медемблік             | Нідерланди                 | 1             |
| 2001 | Skiff — 49er                           | 49er Відкритий чемпіонат Європи                               | Брест                 | Франція                    | 4             |
| 2001 | Skiff — 49er                           | Semaine Olympique Francaise                                   | Єр                    | Франція                    | 5             |
| 2001 | Skiff — 49er                           | XXXII Princess Sofia Trophy                                   | Пальма де Майорка     | Іспанія                    | 7             |
| 2000 | Skiff — 49er                           | 2000 Olympic Regatta                                          | Сідней                | Австралія                  | 10            |
| 2000 | Skiff — 49er                           | 49er European Grand Prix V                                    | Хельсінкі             | Фінляндія                  | 9             |
| 2000 | Skiff — 49er                           | Travemunde Woche                                              | Травемюнде            | Німеччина                  | 3             |
| 2000 | Skiff — 49er                           | Kieler Woche                                                  | Кіль                  | Німеччина                  | 2             |
| 2000 | Skiff — 49er                           | Чемпіонат Європи 49er                                         | Медемблік             | Нідерланди                 | 3             |
| 2000 | Skiff — 49er                           | Spa Regatta                                                   | Медемблік             | Нідерланди                 | 12            |
| 2000 | Skiff — 49er                           | Semaine Olympique Francaise                                   | Єр                    | Франція                    | 9             |
| 2000 | Skiff — 49er                           | SAR Princesa Sofia Trophy                                     | Пальма де Майорка     | Іспанія                    | 4             |
| 2000 | Skiff — 49er                           | 49er Australian Championship                                  | Госфорд               | Австралія                  | 1             |
| 1999 | Skiff — 49er                           | Sydney International Regatta (SDU)                            | Сідней                | Австралія                  | 26            |
| 1999 | Skiff — 49er                           | 49er Чемпіонат Європи                                         | Кашкайш               | Португалія                 | 16            |
| 1999 | Skiff — 49er                           | IBM Sydney Harbour Regatta                                    | Сідней                | Австралія                  | 11            |
| 1999 | Skiff — 49er                           | Kiel Week                                                     | Kiль                  | Німеччина                  | 17            |
| 1999 | Skiff — 49er                           | Spa Regatta                                                   | Медемблік             | Нідерланди                 | 7             |
| 1999 | Skiff — 49er                           | 49er Grand Prix II                                            | Бандоль               | Франція                    | 9             |
| 1999 | Skiff — 49er                           | 49er Grand Prix I                                             | Сардинія              | Італія                     | 9             |
| 1999 | Skiff — 49er                           | Semaine Olympique Francaise                                   | Єр                    | Франція                    | 26            |
| 1999 | Skiff — 49er                           | 30th HRH Princesa Sofia Trophy                                | Пальма де Майорка     | Іспанія                    | 10            |
| 1999 | Skiff — 49er                           | 49ER Чемпіонат світу                                          | Мельбурн              | Австралія                  | 15            |
| 1998 | Skiff — 49er                           | SYDNEY INTERNATIONAL 1998                                     | Сідней                | Австралія                  | 15            |
| 1998 | Skiff — 49er                           | AUSTRIAN INTERUNFALL LAKES 98                                 | Озеро Нойзідлер       | Австрія                    | 1             |
| 1998 | Skiff — 49er                           | 49ER EUROPEANS 1998                                           | Хельсінкі             | Фінляндія                  | 18            |
| 1998 | Skiff — 49er                           | KIELER WOCHE 1998                                             | Кіль                  | Німеччина                  | 7             |
| 1998 | Skiff — 49er                           | 49ER Чемпіонат світу                                          | Бандоль               | Франція                    | 14            |
| 1998 | Skiff — 49er                           | SEMAINE OLYMPIQUE FRANCAISE 98                                | Єр                    | FRA                        | 5             |
| 1997 | Skiff — 49er                           | 49ER Чемпіонат світу                                          | Перт                  | Австралія                  | 32            |
| 1997 | Skiff — 49er                           | 49ER Чемпіонат Європи                                         | Уеймут                | Велика Британія            | 23            |
| 1996 | Open Match Race                        | YAVA TROPHY 1996                                              | Єкатеринбург          | Росія                      | 5             |
| 1996 | Men's One Person Dinghy — Laser        | 1996 OLYMPIC REGATTA                                          | Саванна               | США                        | 35            |
| 1996 | Men's One Person Dinghy — Laser        | LASER EUROPEAN CHAMPIONSHIP                                   | Кіберон               | Франція                    | 21            |
| 1996 | Men's One Person Dinghy — Laser        | PRINCESA SOFIA TROPHY 1996                                    | Пальма де Майорка     | Іспанія                    | 8             |
| 1996 | Men's One Person Dinghy — Laser        | ROMA SAIL WEEK                                                | Рим                   | Італія                     | 13            |
| 1996 | Men's One Person Dinghy — Laser        | LASER NEW ZEALAND CHAMP'SHIP                                  | Окленд                | Нова Зеландія              | 28            |
| 1996 | Men's One Person Dinghy — Laser        | MIAMI OLYMPIC CLASSES REGATTA                                 | Маямі                 | США                        | 68            |
| 1994 | Men's One Person Dinghy — Laser Radial | Чемпіонат Європи                                              | о. Хейлінг            | Велика Британія            | 2             |
| 1994 | Men's One Person Dinghy — Laser Radial | Кубок Європи                                                  | Остія, Єр, Варнемюнде | Італія, Франція, Німеччина | 1             |
| 1994 | Men's One Person Dinghy — Laser Radial | Чемпіонат світу                                               | Вакаяма               | Японія                     | 2             |
| 1988 | Youth Cadet Dinghy                     | Республіканські змагання                                      | Дніпропетровськ       | УРСР                       | 1             |
| 1988 | Youth Cadet Dinghy                     | СРСР молодіжні змагання                                       | Нікополь              | УРСР                       | 1             |
| 1987 | Youth Cadet Dinghy                     | Республіканські змагання                                      | Одеса                 | УРСР                       | 1             |
| 1987 | Youth Cadet Dinghy                     | СРСР молодіжні змагання                                       | Волгодонськ           | РСФСР                      | 7             |
| 1986 | Youth Cadet Dinghy                     | Республіканські змагання                                      | Нікополь              | УРСР                       | 4             |
| 1986 | Youth Cadet Dinghy                     | СРСР молодіжні змагання                                       | Каунас                | Литовська РСР              | 5             |